# Alfred Mahan
Alfred Thayer Mahan, plus connu sous le nom d'Alfred Mahan ou celui d'Alfred T. Mahan, né le 27 septembre 1840 à West Point (État de New York), mort le 1er décembre 1914, est un officier de marine, historien et stratège naval américain.

## Biographie
Fils du réputé professeur de tactique à West Point Dennis Hart Mahan, il sert dans l’US Navy durant la guerre de Sécession puis devient président du Naval War College de Newport au Rhode Island.
Mahan est surtout reconnu pour son influence sur la doctrine maritime des États-Unis. Son ouvrage The Influence of Sea Power upon History, 1660-1783 (1890) a été le plus influent de son époque en matière de stratégie militaire et de politique étrangère et insistait sur la nécessité pour les Américains de développer une marine puissante.
En 1902, il devient président de l’American Historical Association et se retire avec le grade de contre-amiral en 1906.
C'est lui qui popularisa en 1902, dans un article de la National Review (en), publiée à Londres, le terme de Moyen-Orient.

## Théories
Dans ses livres, Mahan tâchait d’expliquer d’où provenait la grandeur de l’Empire britannique. Il affirma en trouver la réponse dans l’acquisition britannique de la suprématie maritime. Les Britanniques avaient réussi à s’assurer en même temps un commerce extérieur prospère qui les enrichissait, une marine marchande florissante pour effectuer ce commerce, une marine de guerre puissante pour veiller à la défense des bateaux de commerce partout dans le monde, une série de bases maritimes où les navires pouvaient se ravitailler ou être réparés, et enfin un empire qui fournissait les matières premières nécessaires à l’industrie et constituait un marché de consommation pour les produits finis.
Ces cinq éléments apparaissaient à Mahan à la fois complémentaires et indispensables pour assurer la puissance et la prospérité. Sans eux, les nations restent en retard dans la marche de la civilisation. Les Américains devaient donc en tirer la leçon.
Mahan se rendait parfaitement compte qu’il n’était pas possible de rivaliser sur le champ avec les Britanniques. L’acquisition de colonies n’était que la dernière étape à envisager dans ce processus, le gouvernement américain devant d’abord acquérir une flotte de guerre susceptible de contrôler les océans autour des États-Unis. Ensuite, il lui fallait empêcher d’éventuels ennemis d’avoir accès à certains sites stratégiques à proximité des zones à défendre. Enfin, il devait occuper des positions sur les principales routes maritimes du globe.
Jusqu'à la fin de sa vie, Mahan ne parvint pas à adapter ses théories à l'importance grandissante du rôle des sous-marins dont les progrès dans le développement laissaient pourtant envisager le rôle clé qui allait leur être attribué pendant les deux Guerres mondiales.
Mahan ne recommandait pas l’annexion de n’importe quel territoire et n’était pas partisan de l’acquisition de Guam, des Philippines ou d’aucune autre île à l’ouest d'Hawaii. Dans les Caraïbes, il était médiocrement intéressé par Cuba, Haïti et Porto Rico, îles fortement peuplées. Il préférait l’acquisition d'Hawaii et de l’une des Indes occidentales danoises, le contrôle de la zone d’un canal du Panama et la location d’un port en Amérique latine.

## Influence

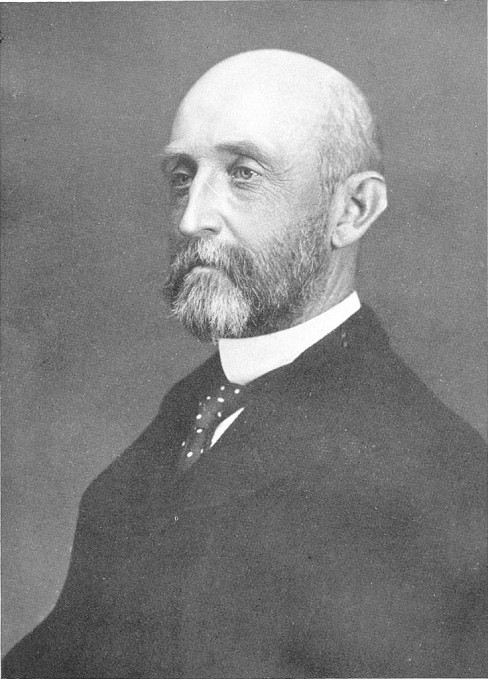

L’importance de Mahan vient surtout de l’influence qu’il a exercée sur des hommes bien placés pour définir la politique étrangère américaine et, tout particulièrement, sur Benjamin Tracy, secrétaire de la Marine, qui proposa un vaste plan de construction navale en 1889, Henry Cabot Lodge, membre de la commission de la marine à la Chambre des représentants de 1889 à 1893, puis au Sénat des États-Unis à partir de 1895, enfin et surtout, Theodore Roosevelt, qui devint Assistant Secretary de la marine en mars 1897. Lodge, par exemple, déclara au Sénat le 2 mars 1895 qu’aucune nation ne pouvait être réellement grande sans être une puissance navale et que sans la possession des îles Hawaii, clé de l’océan Pacifique, il était inutile d’entreprendre la construction d’un canal transocéanique (le futur canal de Panama). Théodore Roosevelt écrivit en 1882, juste à sa sortie de Harvard, un livre sur la guerre de 1812 dans lequel il adopta complètement les vues de Mahan.
En 1890, le Naval Policy Board (Conseil de politique maritime), nommé par Tracy, affirma la nécessité pour les États-Unis d’avoir une flotte puissante non seulement pour ses défenses côtières mais pour protéger ses routes commerciales. Les recommandations du conseil ne furent pas entièrement suivies, mais on s’orienta néanmoins avec le Naval Act de 1890 et la construction de cuirassés côtiers capables d’aller en haute mer vers une politique plus ambitieuse. En 1898, lors de la guerre hispano-américaine, l’US Navy comptait cinq cuirassés. En 1900, elle devint la troisième marine du monde, et en 1908, elle fut la deuxième.

## Œuvres
- The Gulf and Inland Waters. The Navy in the Civil War. Bd 3. Charles Scribner's Sons, New York:1883 (online, PDF)
- The Influence of Sea Power upon History, 1660-1783. Little, Brown & Co, New York 1890, Dover Publications, 1987 (Repr.).  (ISBN 0-486-25509-3)
- The Influence of Sea Power upon the French Revolution and Empire, 1793–1812. Little, Brown & Co, Boston 1892.
- Admiral Farragut D. Appleton, New York 1892.
- The Interest of America in Sea Power, Present and Future. Little, Brown & Co, Boston 1897, Kennikat Press, Port Washington N.Y. 1970 (Repr.).
- From Sail to Steam - Recollections of Naval Life. Harper and Brothers, New York 1907.
- The Strategic Features of the Gulf of Mexico and the Caribbean Sea. In: Harper's Magazine. New York, octobre 1897.  (ISSN 1045-7143)